# 福伊斯
福伊斯（匈牙利語：Fajsz），是匈牙利南部巴奇-基什孔州所辖的一个村，总面积31.99平方（12.35平方英里），总人口1,959，人口密度61.23每平方（158.6每平方英里）（2005年）。地理坐标为46°25′05″N 18°55′08″E / 46.41806°N 18.91889°E。